# Křídlový stroj
Křídlový stroj (angl.: roving machine, něm.: Flyer) či křídlovka je zařízení na výrobu přástu z pramene staplových vláken.

## Z historie křídlových strojů
Princip spřádání s pomocí vřetene a křídla znal už Leonardo da Vinci, který o tom zhotovil několik výkresů, (v 70. letech minulého století podle nich postavili v jedné německé strojírně model, s kterým se dala skutečně zhotovit příze) 
V praxi se měl vyrábět přást poprvé koncem 18. století na dopřádacím stroji waterframe, podrobnosti o postupu výroby však nejsou známé.  Podle některých historiků byl autorem nejstaršího patentu na konstrukci křídlového stroje speciálně k výrobě přástu (se zvláštním pohonem přástové cívky) Angličan Raynor v roce 1813. . Konstrukci pohonu cívek přes diferenciál, která se v principu používá i v 21. století, vynalezl Američan Arnold v roce 1823. 
Předpřádání na křídlovém stroji je poměrné nákladné, přást od křídlovek je však i po více než 200 letech nejvhodnější forma předlohy vlákenného materiálu na téměř všech prstencových dopřádacích strojích. Tímto způsobem se proto (2014) ročně zpracovává zhruba 30 milionů tun textilních vláken .

## Funkce stroje

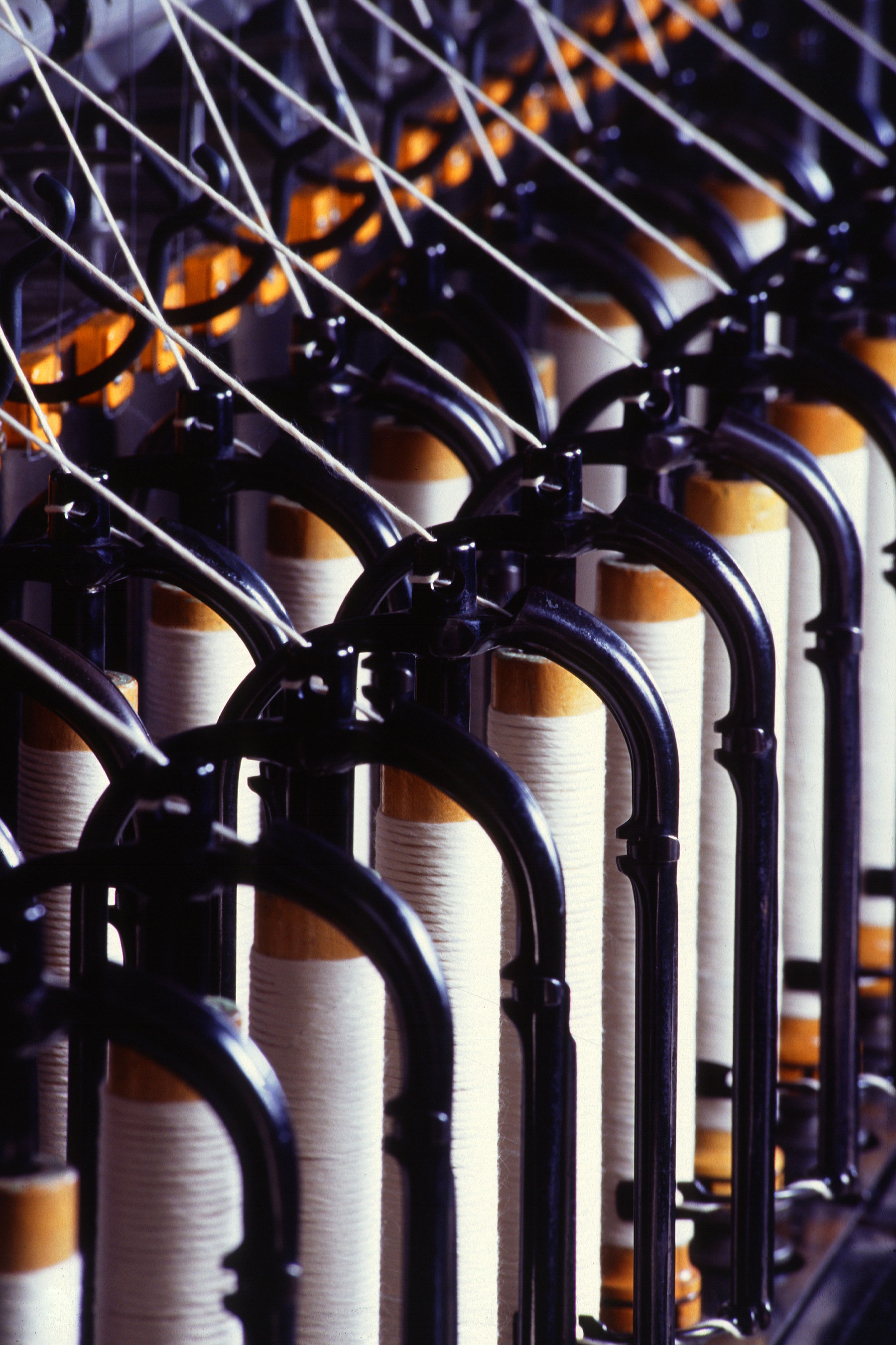
Křídla a cívky s bavlněným přástem

Pramen vláken se na stroji zjemňuje v průtahovém ústrojí na určitou tloušťku, prochází dutým ramenem rotujícího křídla, dostává zákrut a tím se z něj stává přást ukládaný ručkou křídla v paralelních návinech na cívku.
Konstrukce průtahového ústrojí je přizpůsobena druhu zpracovávaného materiálu (válečkový, řemínkový, jehlový aj.), celkový průtah může být až dvacetinásobný.
Dvouramenné křídlo (plné a duté rameno) dostává konstantní otáčky, s každou otáčkou se zanáší do stužky vláken jeden zákrut.
Křídlo je zaklíněno na špici vřetena poháněného přes ozubené soukolí na maximální rychlost cca 1800 ot./min .
Cívky jsou navlečeny na vřetenu mezi oběma rameny křídla a neseny vozem, který vykonává vratný vertikální pohyb. Cívky se otáčejí nezávisle na rotaci vřetene. Aby se uchovala konstantní rychlost na obvodu návinu, musí se s narůstajícím průměrem zmenšovat počet otáček cívky, zatímco zdvih cívkového vozu se přizpůsobuje tvaru návinu přástu.
Změna otáček cívek je způsobena posunem řemene, který přenáší rychlost mezi dvěma konoidy umístěnými v převodu. Spolehlivý přenos otáček (bez skluzu konoidového řemene) je zajištěn tak, že do převodu k cívkám je zařazeno diferenciální soukolí, ve kterém se slučují otáčky konoidu s otáčkami (přenášenými s dostatečnou silou ozubenými koly) od hlavního hřídele. .
Někteří výrobci křídlových strojů nabízí (asi od roku 1980) automatická zařízení na smekání plných přástových cívek na křídlovce a dopravu materiálu k dopřádacím strojům. Podíl těchto poměrně komplikovaných systémů na instalované výrobní kapacitě není známý. 

## Zvláštní způsoby použití křídlových strojů

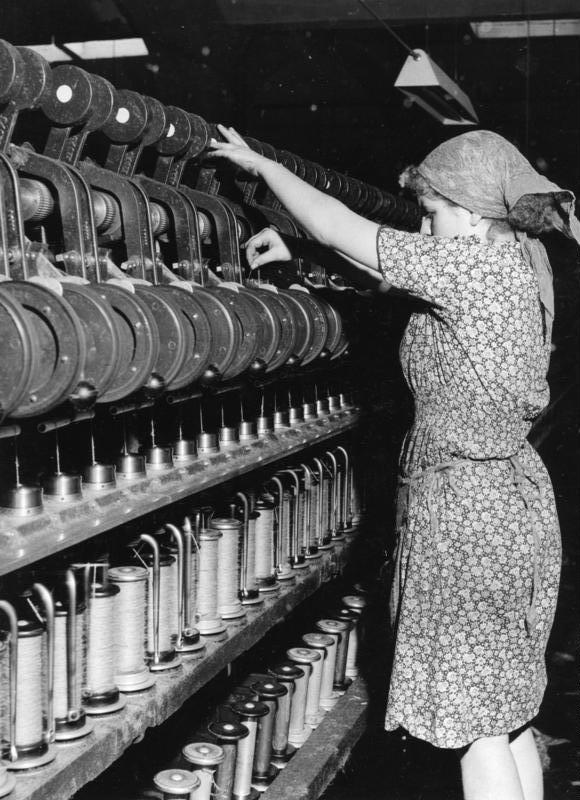
Dopřádání juty na křídlovém stroji (NDR v roce 1953)

- Křídlový dopřádací stroj se používá k dopřádání hrubých přízí z lýkových vláken za polomokra. Za tím účelem se vlákenný materiál zavlhčuje třením o válec napuštěný emulzí z oleje a vody. Válec je umístěn mezi průtahovým ústrojím a křídlem. Křídlo (podstatně menších rozměrů než u strojů na přást) je pevně spojeno s dutým vřetenem zavěšeným v rámu nad cívkou. Otáčky se přenáší na přeslen vřetene od hnacího bubnu s pomocí popruhu. Vřeteno s křídlem rotuje rychlostí až 5000 ot./min., stroje se používají k výrobě lněných a jutových přízí v jemnostech cca do 170 tex. [9]

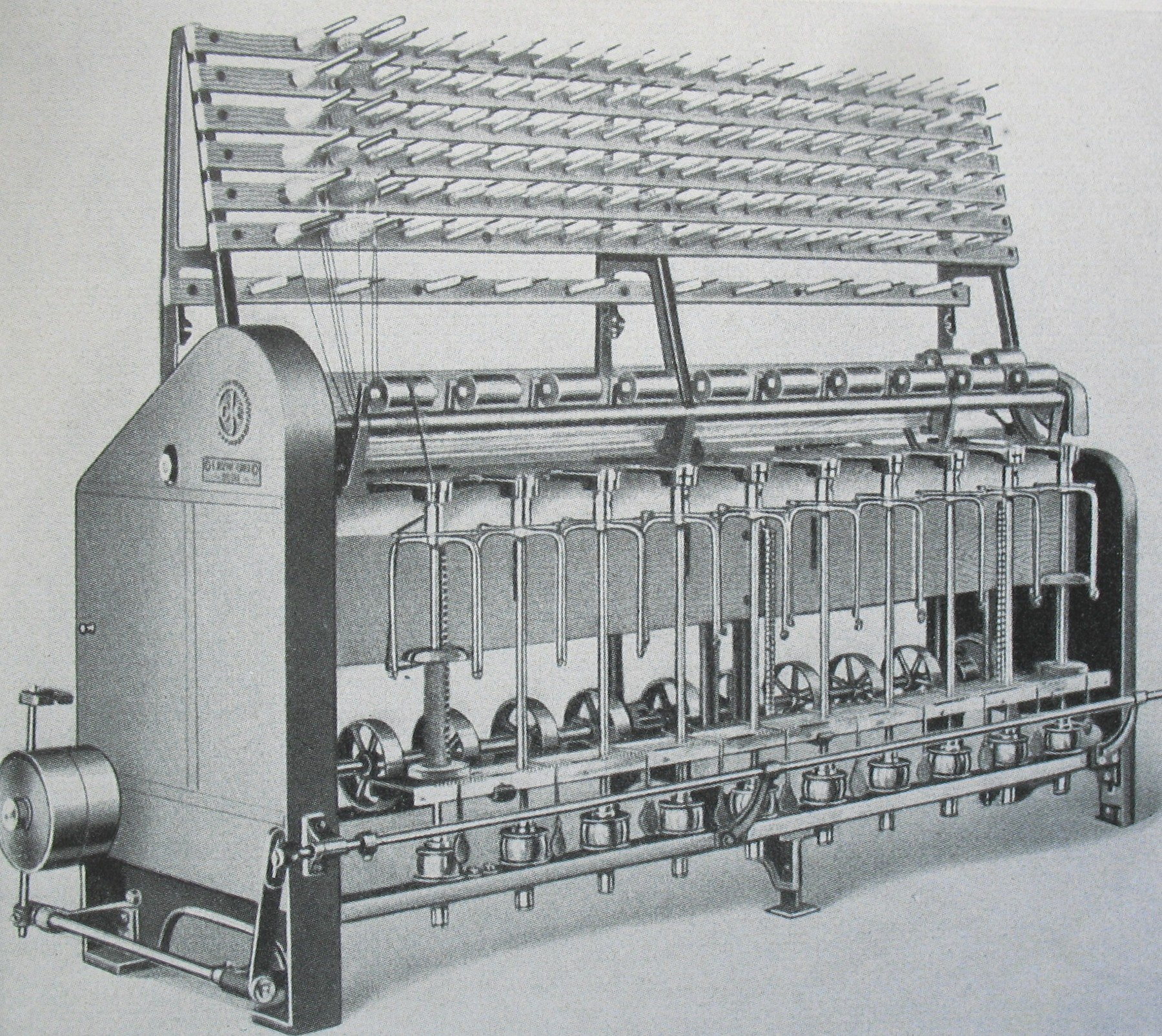
Křídlový skací stroj z 20. let 20. století

- Křídlovka je známá také jako stroj na stáčení motouzů a šňůr. Na stroji se dá družit a zakrucovat několik nití dohromady (maximálně 250 zákrutů na metr) nebo např. obeskávat kovové filamenty. Hotové šňůry s tloušťkou do 6 mm se navíjejí na kotoučové cívky. [10]
- Asi do 30. let 20. století se používaly křídlové stroje také ke skaní vlněných přízí. [11]